# Mariä Himmelfahrt (Kirchenthumbach)

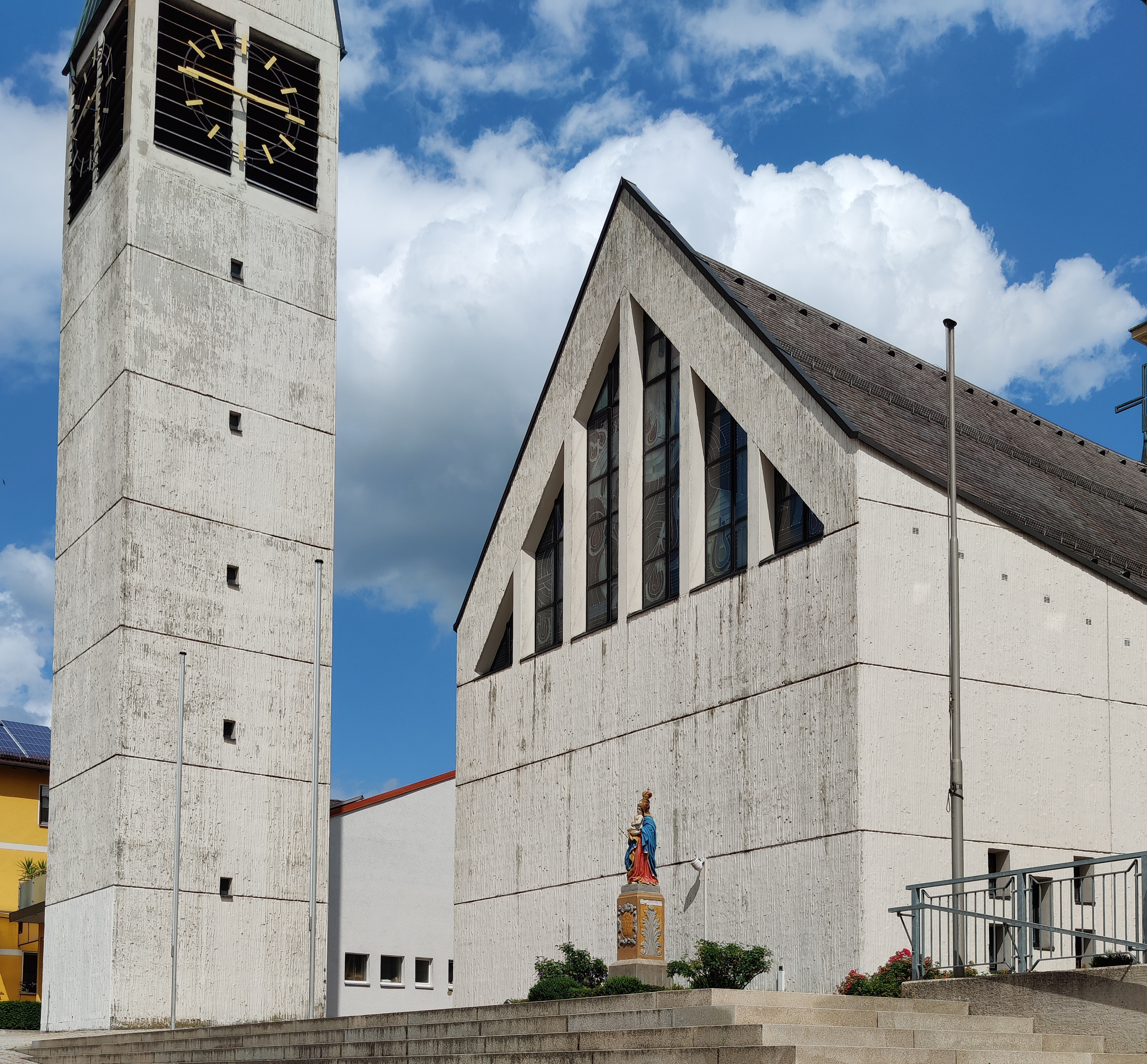
Mariä Himmelfahrt Kirchenthumbach

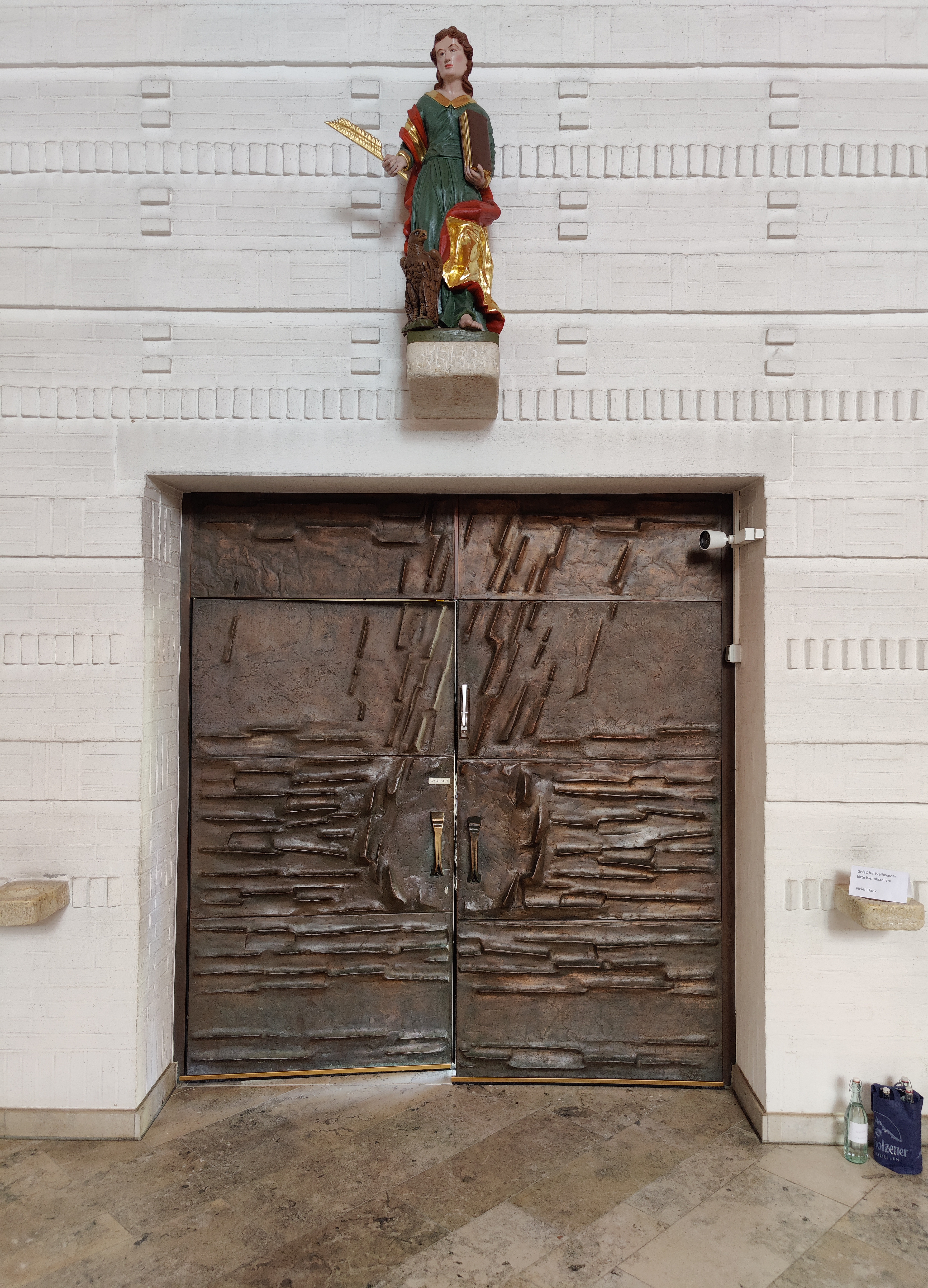
Portal

Die römisch-katholische Pfarrkirche Mariä Himmelfahrt ist die Hauptkirche des oberpfälzischen Marktes Kirchenthumbach sowie der „Pfarrgemeinde Mariä Himmelfahrt“ von Kirchenthumbach.

## Geschichte
Aufgrund des Patroziniums Mariä Himmelfahrt wird vermutet, dass die hiesige Kirchengründung eventuell in die Zeit der Frankenkönige zurückreicht. Die Gegend wurde von dem Bistum Bamberg an ihre Truchsessen, die Grafen von Sulzbach, gegeben. Noch 1227 beanspruchte die Erbtochter Sophie von Sulzbach († 1228) das Besetzungsrecht für die Kirche. Dieses war aber mit dem Aussterben der Sulzbacher an die Staufer und von diesen 1268 an die Wittelsbacher übergegangen. In dem ältesten Verzeichnis der Pfarreien im Bistum Regensburg von 1326 wird der Pfarrer von Tumpach als Dekan eines sehr großen kirchlichen Verwaltungsbezirkes, der bis nach Böhmen und in das Vogtland reicht, genannt (Decanatus Tumpach: Ipse Decanus). Zu dem Dekanat gehörte das böhmische Asch, Marktredwitz, Thiersheim, Selb, Adorf im Vogtland, Markneukirchen in Sachsen, Brambach, Marktredwitz, Dirsheim, Kulmain, Altenkemnath, Kastl, Slammersdorf, Tremmersdorf, Eschenbach in der Oberpfalz, Kloster Eschenbach, Windischeschenbach, Pressath, Thumsenreuth, Falkenberg, Pisa,  Purcharztreuth und Ermdorf. 1350 haben Selb, Asch, Brambach, Adorf und Markneukirchen die Dekanatszugehörigkeit nach Wondreb gewechselt.

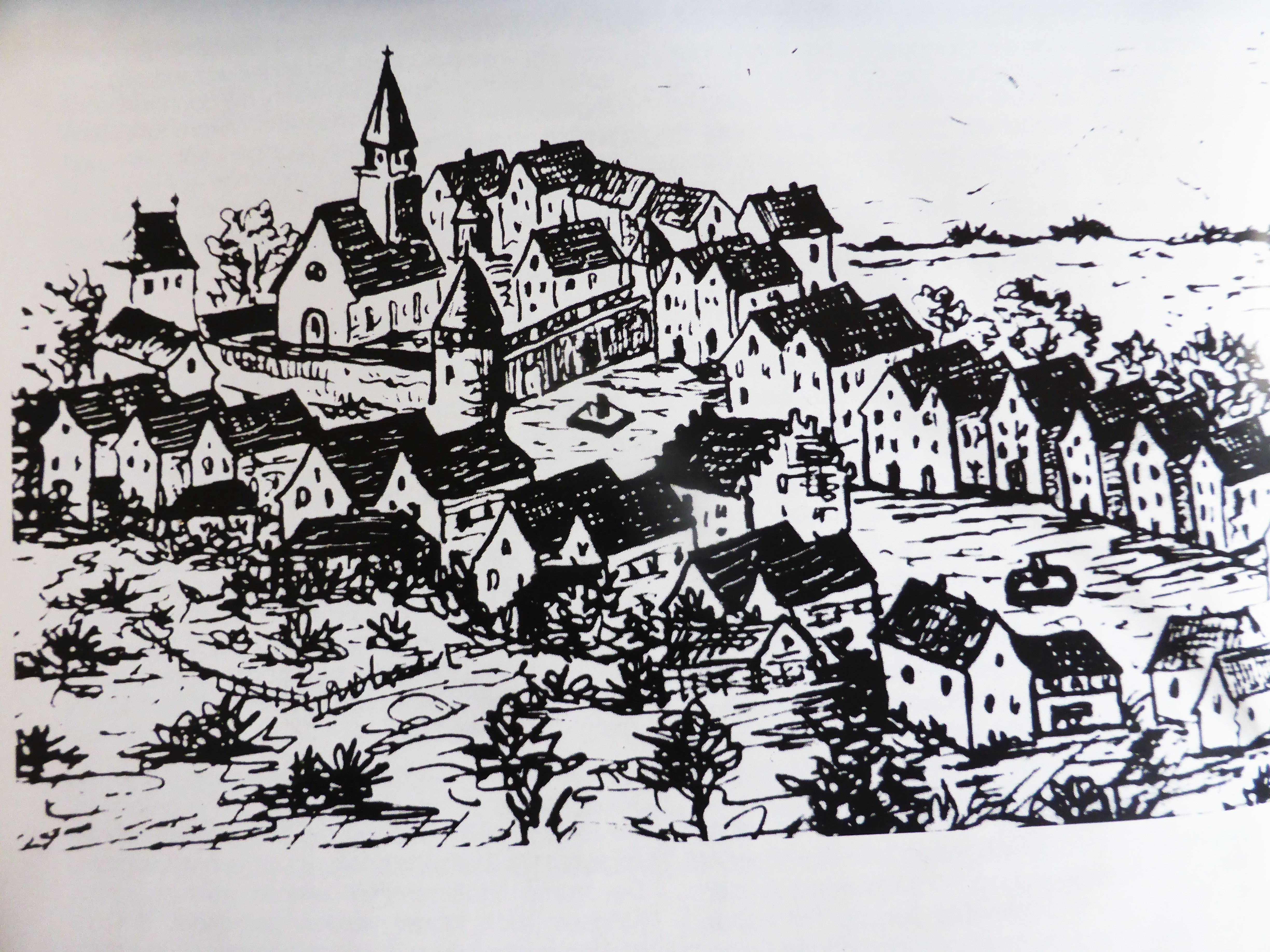
Markt Kirchenthumbach mit mauerbewehrter Schlosskirche (1730)

In den Diözesanmatrikeln wird in Thumbach erstmals 1174 und dann 1345 eine Kirche genannt. Letzteres bestätigt auch die Inschrift einer Steinplatte, die früher oberhalb des Kirchenportals eingemauert war (Anno domini MCCCXLV incepum est istud opus et per Ulricum decanum eodem anno finitum. dt.: Im Jahr des Herrn 1345 wurde der Bau begonnen und noch im gleichen Jahr durch Dekan Ulrich fertiggestellt.). Diese kurze Bauzeit wird so gedeutet, dass es sich nur um die Erweiterung einer bereits bestehenden Kirche gehandelt habe. Nach dieser Beschreibung hat es sich also um eine Chorturmkirche gehandelt, die auf eine Bauzeit in der Romanik und auch auf die Funktion einer Wehrkirche hinweist. Dabei umschlossen Kirche und Friedhof eine 5,5 m hohe Mauer mit vier Ecktürmen mit Schießscharten und ein Areal von 60 m auf 60 m im Quadrat. An der Innenseite der Friedhofsmauer waren Gaden angebracht, in denen die Bewohner in Notzeiten ihre Habe unterbringen oder selbst übernachten konnten. Der Turm an der Nordostecke besaß ein spitziges Dach, auf dem einmal ein Storch nistete, seitdem hieß er im Volksmund „Storchenturm“, 1661 wurde er, da das Holz der Eindeckung kaputt war, abgetragen. Der südwestliche Turm wurde 1703 abgetragen. Der letzte Turm wurde 1720 wegen Einsturzgefahr zum Teil abgetragen und mit einem Dach versehen, das dem Lehrer als Stall diente. Beim Neubau der Schule kam er 1815 ganz weg.
1357 hat Kaiser Karl IV. dem Kloster Heilsbronn das Besetzungsrecht für die Pfarre Kirchenthumbach bestätigt, die durch eine Schenkung des Pfalzgrafen Rudolf II. an das Kloster gekommen ist. Von 17. April 1363 stammt die Mitteilung des Pfarrers Bernhard, dass ihm das Kloster die Kirche zu Tumpach unter der Bedingung überlassen habe, dass er jährlich an des Klosters Hof zu Nürnberg 40 Pfund Heller entrichte.
Nach dem Beginn der Reformation musste wegen des Prinzips des „Cuius regio, eius religio“ auch hier die Bevölkerung mehrmals den Glauben wechseln, 1525 wurde die Region protestantisch, 1529 kalvinisch, dann wieder protestantisch und ab 1825 im Zuge der Gegenreformation wieder katholisch.

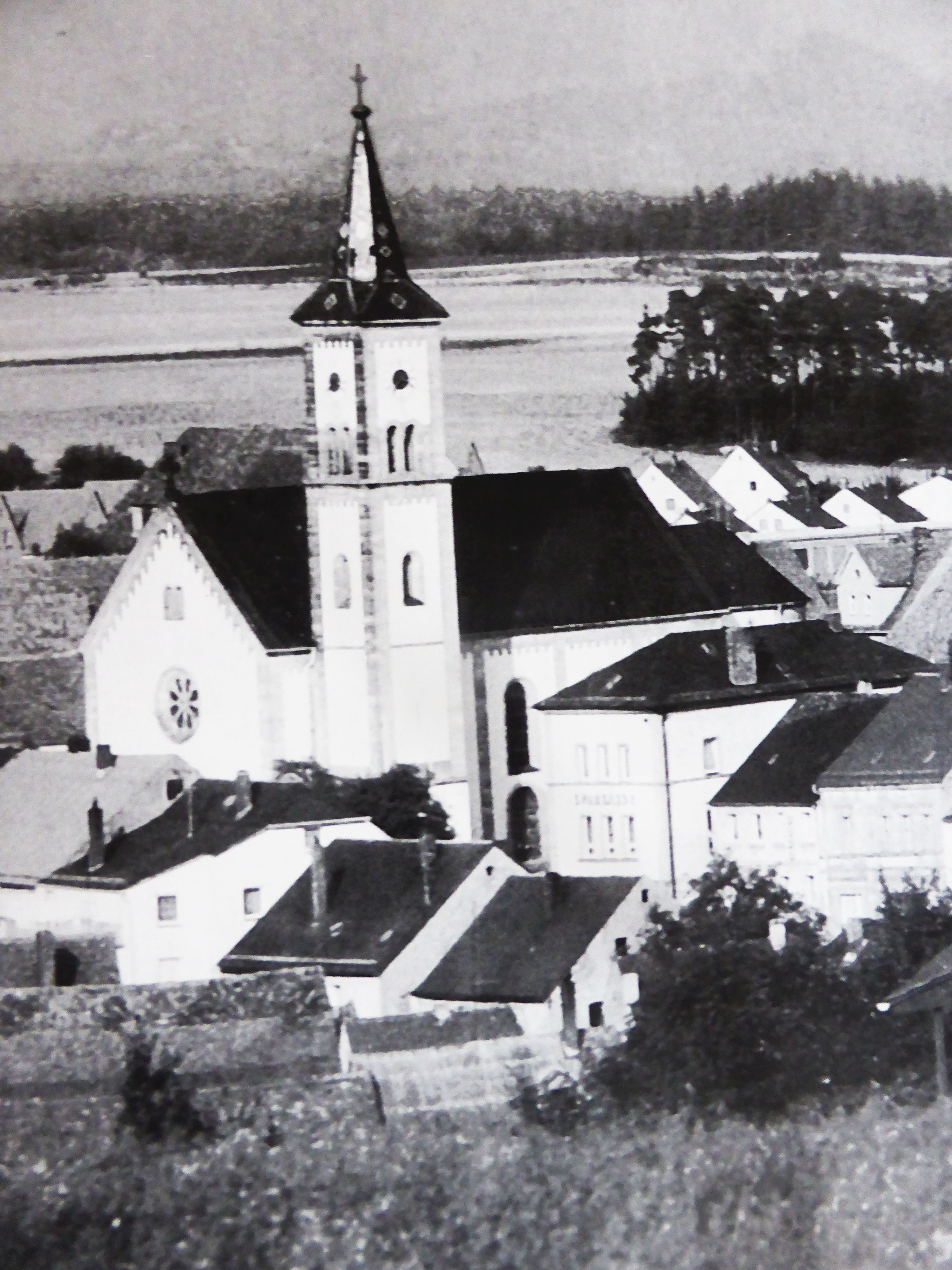
Neuromanische Mariä Himmelfahrt-Kirche von Kirchenthumbach von 1874

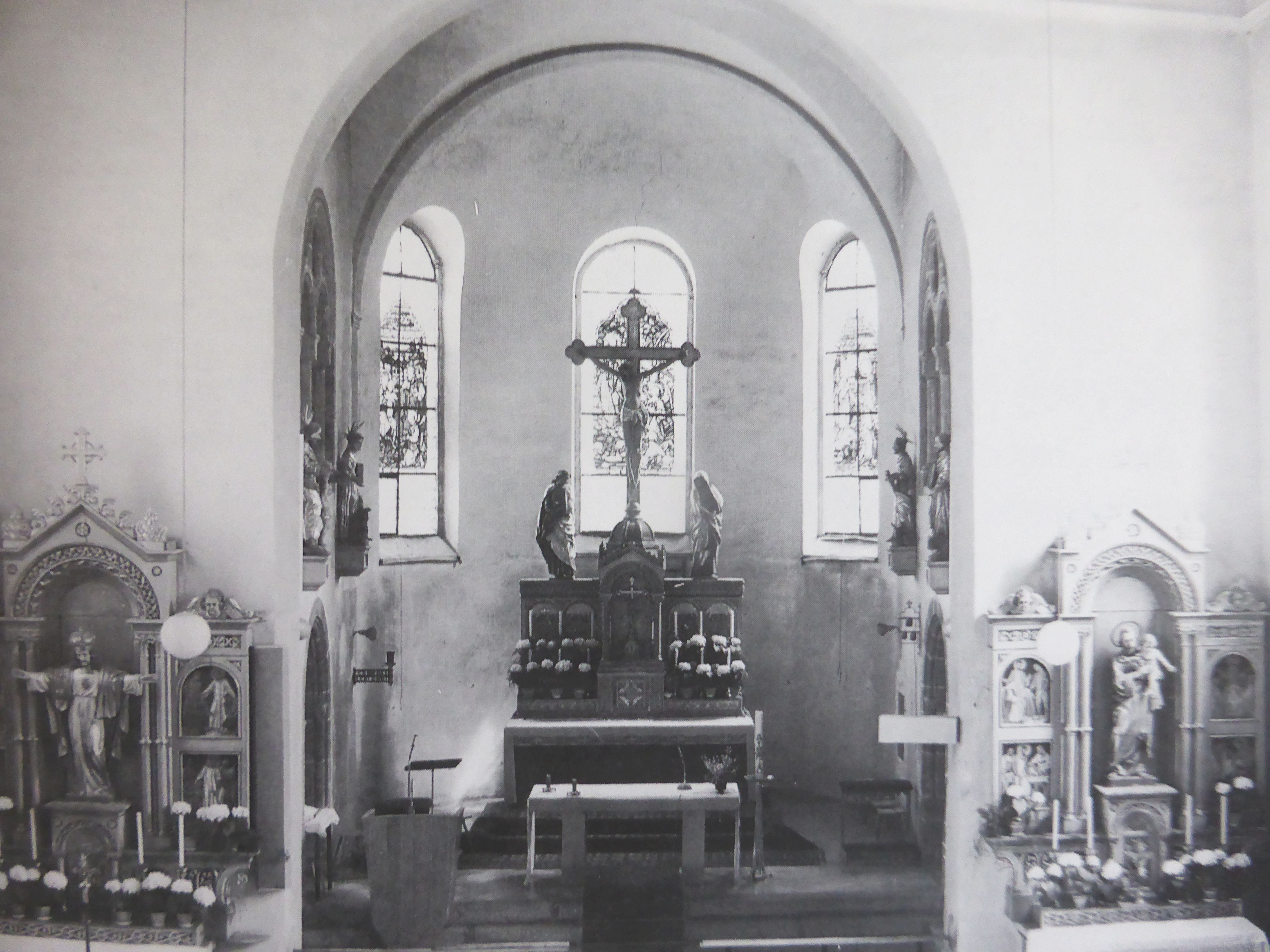
Kircheninneres der Mariä Himmelfahrt-Kirche von 1874

Von der mehrmals umgebauten Kirche wird folgendes gesagt: „Sie hat ein schönes Gewölbe und ist massiv aus Quadersteinen erbaut. Der Turm ist ebenfalls aus Quadern; dessen Kuppel ist mit Schiefer bedeckt. Der Turm ist im Osten an die Kirche angebaut und von innen mit derselben verbunden, indem er das Presbyterium desselben bildet.“ Das Langhaus der Kirche war 25,5 m lang und 10,5 m breit, das Presbyterium hatte die Ausmaße 6 × 5 m. Der Hochaltar zeigte die Aufnahme Mariens in den Himmel, der Altar auf der Evangelienseite stellte die Kreuzigung Christi dar, auf der Epistelseite zeigte das Altarbild die Aufopferung des Heilands im Tempel, für diesen Altar war eine Frühmesse gestiftet. In der Kirche waren zwei Emporen, wobei die obere für die Orgel vorgesehen war. 1574 wurde die Kirche unter dem kalvinischen Pfarrer Zeidler um zwei Reihen Quadersteine erhöht und neu eingedeckt. Der Kirchturm war von zwei Kapellen flankiert, die ihrerseits Türme trugen. In einem der Türme wurde später ein Beinhaus untergebracht. 1702 und 1710 wurden die Türme wegen Baufälligkeit abgetragen, an Stelle einer Kapelle wurde eine Sakristei errichtet. Dem großen Marktbrand von 1871 fiel auch diese gut ausgestattete Kirche zum Opfer; die Schäden waren so groß, dass nicht einmal die Grundmauern weiter verwendet wurden.
Bereits 1874  ist der Nachfolgebau im Stil der Neuromanik fertig errichtet und 14. Mai 1881 von Bischof Ignatius von Senestrey konsekriert worden. Das Deckengemälde dieser Kirche wurde um 1950 renoviert und hier wurde eine farbenfrohe Darstellung der Himmelfahrt Mariens angebracht.
Diese Kirche ist ohne dringliche Not 1972 abgerissen worden; an seiner Stelle wurde die neue Mariä-Himmelfahrts-Kirche in Kirchenthumbach errichtet. Die jetzige Kirche wurde von den Architekten Hans Beckers und Josef Lorenz gebaut. Die Grundsteinlegung erfolgte am 8. Oktober 1972, die Konsekration am 26. Mai 1974 durch Bischof Rudolf Graber. Das Kirchengebäude ist ein Sichtbetonbau mit einem freistehenden Glockenturm, an der Südseite befindet sich ein Sakristeianbau. Vor der Kirche wurde eine barocke Mutter-Gottes-Statue aus dem Jahr 1719 aufgestellt. Eine Innenrenovierung fand 1972, eine Außenrenovierung 1993 statt. Bei der Marktsanierung 2010/11 wurde der Kirchenplatz mit einer Treppenanlage neu gestaltet.

## Innenausstattung
Das Kircheninnere ist aus geschlämmten und leicht strukturierten Klinkersteinen geformt. Hier wurde auf einem kreuzförmigen Grundriss ein Zentralraum geschaffen, dessen Decken mit Holz ausgekleidet sind. Der Boden aus Jura-Marmor fällt leicht zum Hochaltar ab.
Über dem Altar befindet sich eine Kreuzigungsgruppe. Die Kirchenfenster wurden von Erich Horndasch gestaltet, die Darstellungen beziehen sich auf die Stationen Marien im Heilsplan  Gottes. An den Wänden sind Darstellungen der vier Evangelisten angebracht. Der Kreuzweg stammt von dem Kölner Künstler Egino Weinert. Viele Teile der Innenausstattung (Altar, Ambo, Weihwasserbecken, Taufstein etc.) wurden von dem Bildhauer Hans Wurmer aus Hausen im Landkreis Kelheim geschaffen; auch die kupferbeschlagenen Kirchentüren wurden von ihm gestaltet. Eine Christkönigsfigur stammt noch aus der Vorgängerkirche und wurde 1935 von Maximilian Roider aus Regensburg geschaffen.

## Glocken
Auf dem danebenstehenden Campanile sind vier Stahlglocken der Gießerei Bochumer Verein aus dem Jahr 1950 bzw. 1953 aufgehängt: Die St.-Maria-Glocke ist auf den Schlagton e‘ gestimmt, die Glocke St. Josef auf g‘, die Glocke St. Sebastianus auf a‘ und die Glocke St. Laurentius auf den Ton c‘‘.

## Orgel

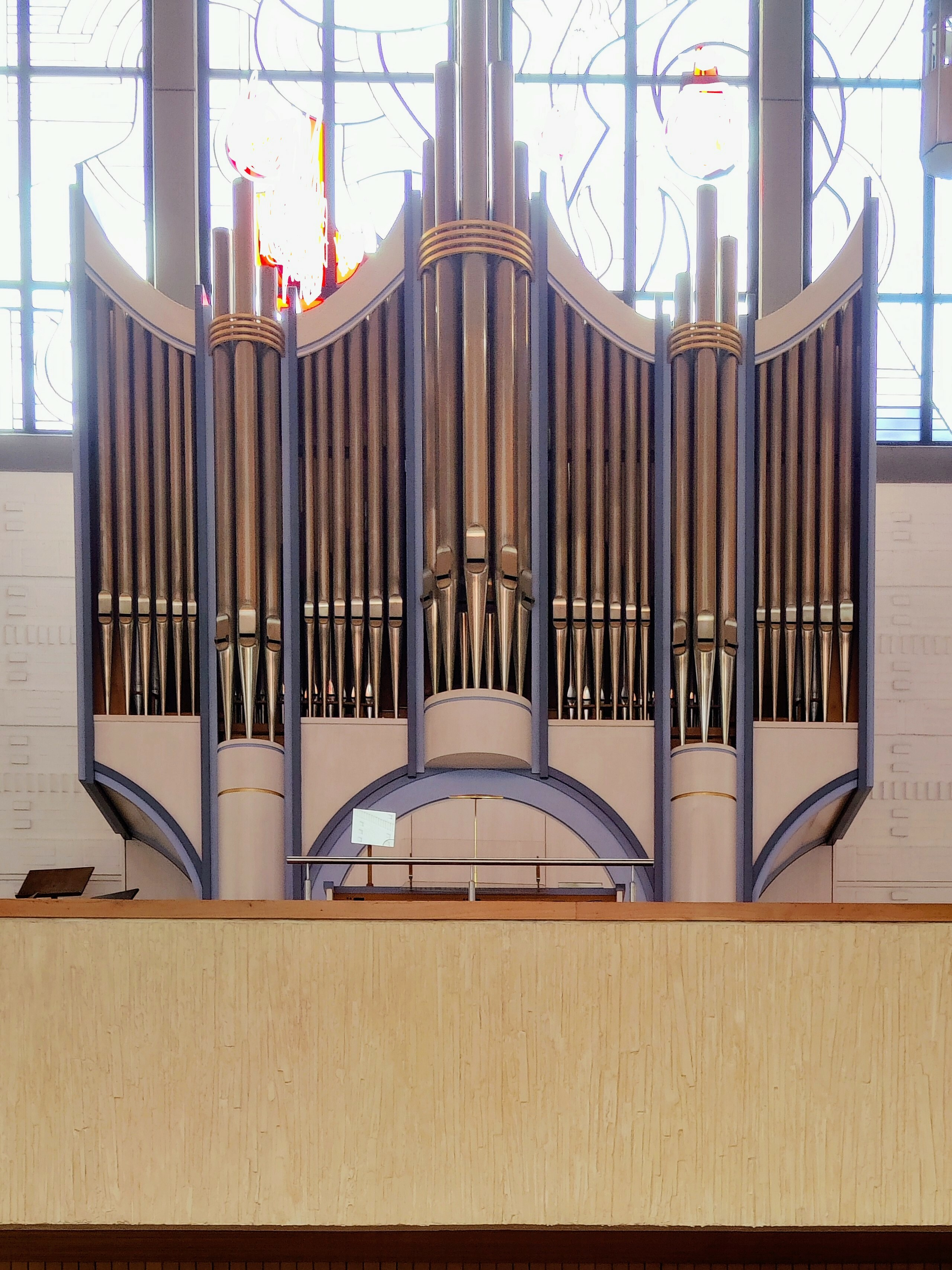
Orgel

Die Orgel wurde 2009 von der Firma Kubak aus Augsburg erbaut. Sie besitzt 21 Register und 4 Transmissionen.